# Indian Country Today
Indian Country Today (ICT) is een nieuwssite die de leefwereld van Amerikaanse indianen en Canadese First Nations verslaat. Het is de grootste nieuwsbron over de inheemse bevolking van Noord-Amerika.
Het blad werd in 1981 door Tim Giago in het Pine Ridge Indian Reservation opgericht als het weekblad The Lakota Times. In 1992 kreeg het zijn huidige naam. Four Directions Media, een dochtermaatschappij van de Oneida Nation uit New York, kocht het blad in 1998. De krant ging online in 2011, maar behield zijn gedrukte wekelijks nieuwsmagazine. In 2017 bleek Indian Country Today in slechte papieren te zitten, waarna de Oneida Nation ICT wegschonk aan het National Congress of American Indians (NCAI). Op 28 februari 2018 kon Indian Country Today een doorstart maken. Sinds maart 2021 is de site opnieuw onafhankelijk van de NCAI.